# Ecopark Morumbi
O Ecopark Morumbi é uma área de conservação ambiental e lazer do município paranaense de Cascavel.
Com 141 000 m², está localizado à Rua Europa, 900, no bairro Periolo, e atende cerca de 60 mil moradores de seu entorno.

## Características
Inaugurado em 15 de novembro de 2018, com 91 mil m2, e ampliado em 2023 em mais 50 mil m2, o Ecopark Morumbi visa a preservação da mata ciliar e córregos que abastecem a cidade. Conta com um Centro de Convivência Intergeracional, um Centro de Referência em Assistência Social e um salão de múltiplo uso, quiosques, arborização, pistas para caminhadas, ciclovia, lago, parque infantil, estacionamentos, pontes e academias ao ar-livre.